# 第28回衆議院議員総選挙
第28回衆議院議員総選挙（だい28かいしゅうぎいんぎいんそうせんきょ）は、1958年（昭和33年）5月22日に日本で行われた国会（衆議院）議員の総選挙である。

## 概説
1955年10月の社会党再統一と同年11月の保守合同により、保守政党の自由民主党と革新政党の日本社会党が対置される二大政党制、いわゆる55年体制が出現してから初めての総選挙であった。
なお、鳩山一郎内閣の時に単純小選挙区制法案（一部選挙区は定数2）が提出されたが、世論に加え自民党内からもハトマンダー批判を浴びたため参議院において審議未了で廃案となり、この総選挙は従来の中選挙区制により行われた。

## 選挙データ

### 内閣
- 選挙時：第1次岸内閣（第56代）
  - 内閣総理大臣：岸信介（第3代自由民主党総裁）
  - 与党：自由民主党
- 選挙後：第2次岸内閣（第57代）
  - 内閣総理大臣：岸信介（第3代自由民主党総裁）
  - 与党：自由民主党

### 解散日
- 1958年（昭和33年）4月25日

### 解散名
- 話し合い解散

### 公示日
- 1958年（昭和33年）5月1日

### 投票日
- 1958年（昭和33年）5月22日

### 改選数
- 467

### 選挙制度
- 中選挙区制
  - 3人区：40
  - 4人区：39
  - 5人区：38
- 小選挙区制
  - 1人区：01

投票方法
秘密投票、単記投票、1票制
選挙権
満20歳以上の日本国民
被選挙権
満25歳以上の日本国民
有権者数
52,013,529（男性：24,883,410　女性：27,130,119）

### 同日実施の選挙等
国民投票
- 最高裁判所裁判官国民審査

## 選挙活動

### 党派別立候補者数
| 党派                   | 党派                                                                     | 計  | 内訳 | 内訳 | 内訳 | 男性 | 女性 | 公示前 |
| 党派                   | 党派                                                                     | 計  | 前   | 元   | 新   | 男性 | 女性 | 公示前 |
| ---------------------- | ------------------------------------------------------------------------ | --- | ---- | ---- | ---- | ---- | ---- | ------ |
|                        | 自由民主党                                                               | 411 | 287  | 74   | 50   | 406  | 5    | 290    |
|                        | 日本社会党                                                               | 246 | 156  | 17   | 73   | 246  | 11   | 158    |
|                        | 日本共産党                                                               | 114 | 2    | 15   | 97   | 114  | 0    | 2      |
|                        | 革新自由民主党                                                           | 15  | 0    | 5    | 10   | 15   | 0    | 0      |
|                        | 大日本愛国党                                                             | 2   | 0    | 1    | 1    | 2    | 0    | 0      |
|                        | 大日本独立青年党                                                         | 2   | 0    | 0    | 2    | 2    | 0    | 0      |
|                        | 菊水会                                                                   | 1   | 0    | 0    | 1    | 1    | 0    | 0      |
|                        | 国民同志会                                                               | 1   | 0    | 0    | 1    | 1    | 0    | 0      |
|                        | 新東方会                                                                 | 1   | 0    | 0    | 1    | 1    | 0    | 0      |
|                        | 世界党                                                                   | 1   | 0    | 0    | 1    | 1    | 0    | 0      |
|                        | 世界連邦促進戦争防止・水爆禁止死の灰禍対策・国民生活安定人道主義政治連盟 | 1   | 0    | 0    | 1    | 1    | 0    | 0      |
|                        | 統一党                                                                   | 1   | 0    | 0    | 1    | 1    | 0    | 0      |
|                        | 日本国民大衆党                                                           | 1   | 0    | 0    | 1    | 1    | 0    | 0      |
|                        | 日本人民党                                                               | 1   | 0    | 1    | 0    | 1    | 0    | 0      |
|                        | 日本プジャード党                                                         | 1   | 0    | 0    | 1    | 1    | 0    | 0      |
|                        | 日本民主社会党                                                           | 1   | 0    | 0    | 1    | 1    | 0    | 0      |
|                        | 日本立農党                                                               | 1   | 0    | 0    | 1    | 1    | 0    | 0      |
|                        | 福島県民主クラブ                                                         | 1   | 0    | 0    | 1    | 1    | 0    | 0      |
|                        | 立憲日本国民党                                                           | 1   | 0    | 0    | 1    | 1    | 0    | 0      |
|                        | 革命民族党                                                               | 1   | 0    | 0    | 1    | 1    | 0    | 0      |
|                        | 無所属                                                                   | 148 | 2    | 37   | 108  | 145  | 3    | 2      |
| 合計                   | 合計                                                                     | 952 | 448  | 149  | 355  | 933  | 19   | 452    |
| 出典：『朝日選挙大観』 |                                                                          |     |      |      |      |      |      |        |

## 選挙結果
投票率76.99%は、男女普通選挙となってからでは最高の記録であり、2024年現在も破られていない。このことは、二大政党選挙への関心の高さを窺わせる結果であった。
自民党は好調な経済発展を背景に国民の支持を固め、日本国憲法に代わる自主憲法制定を主張して圧倒的多数の確保を目指した。前回は日本民主党・自由党両党公認だけで534人（さらに保守系無所属は27人）と定数を上回る候補が立ったことから候補者調整で定数内に抑えたが、かつての吉田茂と鳩山一郎の対立の遺物である自由系と民主系（その中でも鳩山・岸信介らの自由離党系と旧改進党系）との調整は難航し、定数を超える公認候補が立候補した選挙区も残った。それでも公認は413人と大幅に減少した（ただし保守系無所属が18人増え、公認漏れの一部候補者が革新自由民主党を結成し16人を公認した）。公認候補の得票合計は2万票弱の増とほとんど変わらなかったが、候補者を絞ったことが功を奏し、保守系無所属の追加公認を含めると自民党の議席数はほぼ現状維持となった。社会党の議席増が予想されていたことから、自民党には安堵感が漂った。ただし、憲法改正発議に必要な衆議院総議席(467)中3分の2の獲得には僅かに及ばなかった。
社会党は改憲阻止を主張し、246人と過半数を上回る候補を立てた。前回の社会系三党（左右社会党と労働者農民党）合計は259人であり、自民党より大幅に少ないとはいえ、相対的に強気に候補を立てた。結果は単独で衆議院議席数の3分の1を超え、自民党による改憲発議の阻止に成功した。得票も192万票増えた。しかし、議席数自体はほとんど伸びず、55年体制のもう一方の担い手として将来の政権獲得を視野に入れるという点では敗北と考えられた。その後、1959年の第5回参院選で自民党の躍進を許したことから党内の左右対立が激化し、最右派の西尾末広派は同年9月に社会党を離脱して、1960年12月の次回総選挙では新党の民主社会党（民社党）として出馬した。
共産党は、1955年6月の第6回全国協議会で1950年代前半の武装闘争路線を放棄し、党内の混乱を収拾して臨んだ再生の選挙になったが、党外からの視線は厳しかった上、二大政党の対立に埋没して、1949年に記録した35議席の回復には程遠かった。また、この選挙より、全選挙区に候補を擁立する方針が始まった。
この選挙は、追加公認を含めると自民党、社会党の両党で、定数467人中466人を占め（自民党298人、社会党168人）、二大政党以外は共産党の1人（志賀義雄）のみとなり、日本憲政史上最も二大政党への議席集約が進んだ選挙だった。
社会党は自民党の半分の議席を確保し、外交・防衛・憲法問題で自民党と厳しく対立するが、長く野党第一党の地位に甘んじる「1と2分の1大政党制」が出現した。この与野党の議席比は、その後の民社党公明党の登場や共産党の勢力拡大でも急激には変化せず、また1960年の安保闘争などもこの選挙で構成された国会での激突で展開された。これらの点で、この総選挙は戦後日本政治史の大枠を定める重要な意味を持った。

### 党派別獲得議席
|                          |                          |                          |           |           |            |        |        |  |  |  |  |
| 党派                     | 党派                     | 党派                     | 獲得 議席 | 増減      | 得票数     | 得票率 | 公示前 |  |  |  |  |
| 与党                     | 与党                     | 与党                     | 287       | 003       | 22,976,846 | 57.80% | 290    |  |  |  |  |
|                          |                          | 自由民主党               | 287       | 003       | 22,976,846 | 57.80% | 290    |  |  |  |  |
| 野党・無所属             | 野党・無所属             | 野党・無所属             | 180       | 018       | 16,774,815 | 42.20% | 162    |  |  |  |  |
|                          |                          | 日本社会党               | 166       | 008       | 13,093,993 | 32.94% | 158    |  |  |  |  |
|                          | 日本共産党               | 1                        | 001       | 1,012,036 | 2.55%      | 2      |        |  |  |  |  |
|                          | 諸派                     | 1                        | 001       | 287,991   | 0.72%      | 0      |        |  |  |  |  |
|                          | 無所属                   | 12                       | 010       | 2,380,795 | 5.99%      | 2      |        |  |  |  |  |
|                          | 欠員                     | 欠員                     | 0         | 015       | -          | -      | 15     |  |  |  |  |
| 総計                     | 総計                     | 総計                     | 467       | 増減なし  | 39,751,661 | 100.0% | 467    |  |  |  |  |
| 有効投票数（有効率）     | 有効投票数（有効率）     | 有効投票数（有効率）     | -         | -         | 39,751,661 | 99.27% | -      |  |  |  |  |
| 無効票・白票数（無効率） | 無効票・白票数（無効率） | 無効票・白票数（無効率） | -         | -         | 293,450    | 0.73%  | -      |  |  |  |  |
| 投票者数（投票率）       | 投票者数（投票率）       | 投票者数（投票率）       | -         | -         | 40,045,111 | 76.99% | -      |  |  |  |  |
| 棄権者数（棄権率）       | 棄権者数（棄権率）       | 棄権者数（棄権率）       | -         | -         | 11,968,418 | 23.01% | -      |  |  |  |  |
| 有権者数                 | 有権者数                 | 有権者数                 | -         | -         | 52,013,529 | 100.0% | -      |  |  |  |  |
| 出典：総務省統計局       |                          |                          |           |           |            |        |        |  |  |  |  |

投票率：76.99%（前回比： 1.15%）
【男性：79.79%（前回比： 0.16%）　女性：74.42%（前回比： 2.36%）】

### 党派別当選者内訳
| 党派                   | 計  | 内訳 | 内訳 | 内訳 | 男性 | 女性 |
| 党派                   | 計  | 前   | 元   | 新   | 男性 | 女性 |
| ---------------------- | --- | ---- | ---- | ---- | ---- | ---- |
| 自由民主党             | 287 | 215  | 46   | 26   | 284  | 3    |
| 日本社会党             | 166 | 122  | 11   | 33   | 158  | 8    |
| 日本共産党             | 1   | 1    | 0    | 0    | 1    | 0    |
| 諸派                   | 1   | 0    | 0    | 1    | 1    | 0    |
| 無所属                 | 12  | 0    | 7    | 5    | 12   | 0    |
| 合計                   | 467 | 338  | 64   | 65   | 456  | 11   |
| 出典：『朝日選挙大観』 |     |      |      |      |      |      |

## 政党
| 自由民主党：287議席 総裁：岸信介 副総裁 ：大野伴睦 幹事長 ：川島正次郎 総務会長 ：河野一郎 政務調査会長 ：福田赳夫 国会対策委員長：村上勇 参議院議員会長：重宗雄三      | 0 派閥別所属議員数 箕山会（岸信介派） ：54 白政会（大野伴睦派） ：37 木曜研究会（佐藤栄作派）：36 政策懇談会（三木武夫派）：34 宏池会（池田勇人派） ：33 春秋会（河野一郎派） ：33 水曜会（石井光次郎派） ：22 火曜会（石橋湛山派） ：14 無派閥 ：24 |
| 日本社会党：166議席 中央執行委員長：鈴木茂三郎 書記長 ：浅沼稲次郎 政策審議会長 ：和田博雄 国会対策委員長：河野密 参議院議員会長：岡田宗司 最高顧問 ：片山哲 河上丈太郎 | 日本共産党：1議席 第一書記：野坂参三 中央委員：宮本顕治 志賀義雄 袴田里見 |

諸派：1議席
- 1議席（1団体）

福島県民主クラブ：天野光晴（福島1区）

## 議員

### 当選者
自民党   社会党   共産党   諸派   無所属 
| 北海道   | 1区  | 横路節雄     | 町村金五     | 正木清       | 椎熊三郎     | 薄田美朝   | 2区  | 松浦周太郎 | 芳賀貢         | 安井吉典   | 林唯義     |            |
| 北海道   | 3区  | 館俊三       | 平塚常次郎   | 田中正巳     |              |            | 4区  | 篠田弘作   | 岡田春夫       | 南条徳男   | 山中日露史 | 小平忠     |
| 北海道   | 5区  | 本名武       | 松浦定義     | 森三樹二     | 永井勝次郎   | 松田鉄蔵   |      |            |                |            |            |            |
| 青森県   | 1区  | 三浦一雄     | 夏堀源三郎   | 淡谷悠蔵     | 津島文治     |            | 2区  | 三和精一   | 竹内俊吉       | 島口重次郎 |            |            |
| 岩手県   | 1区  | 山中吾郎     | 鈴木善幸     | 野原正勝     | 山本猛夫     |            | 2区  | 小沢佐重喜 | 志賀健次郎     | 北山愛郎   | 椎名悦三郎 |            |
| 宮城県   | 1区  | 愛知揆一     | 本間俊一     | 佐々木更三   | 竹谷源太郎   | 菊地養之輔 | 2区  | 日野吉夫   | 内海安吉       | 大石武一   | 長谷川峻   |            |
| 秋田県   | 1区  | 鈴木一       | 石田博英     | 柳谷清三郎   | 石山権作     |            | 2区  | 根本竜太郎 | 笹山茂太郎     | 栗林三郎   | 飯塚定輔   |            |
| 山形県   | 1区  | 鹿野彦吉     | 西村力弥     | 木村武雄     | 黒金泰美     |            | 2区  | 加藤精三   | 松沢雄蔵       | 上林与市郎 | 池田正之輔 |            |
| 福島県   | 1区  | 粟山博       | 八百板正     | 小松信太郎   | 天野光晴     |            | 2区  | 八田貞義   | 助川良平       | 山下春江   | 菅家喜六   | 野口忠夫   |
| 福島県   | 3区  | 斎藤邦吉     | 武藤武雄     | 木村守江     |              |            |      |            |                |            |            |            |
| 茨城県   | 1区  | 橋本登美三郎 | 久保三郎     | 加藤高蔵     | 大久保留次郎 |            | 2区  | 石川次夫   | 塚原俊郎       | 石野久男   |            |            |
| 茨城県   | 3区  | 赤城宗徳     | 丹羽喬四郎   | 佐藤洋之助   | 北沢直吉     | 風見章     |      |            |                |            |            |            |
| 栃木県   | 1区  | 大貫大八     | 高瀬伝       | 戸叶里子     | 野沢清人     | 船田中     | 2区  | 森下国雄   | 神田大作       | 小平久雄   | 山田長司   | 山口好一   |
| 群馬県   | 1区  | 藤枝泉介     | 茜ケ久保重光 | 五十嵐吉蔵   |              |            | 2区  | 長谷川四郎 | 東海林稔       | 福井盛太   |            |            |
| 群馬県   | 3区  | 福田赳夫     | 中曽根康弘   | 栗原俊夫     | 小渕光平     |            |      |            |                |            |            |            |
| 埼玉県   | 1区  | 福永健司     | 松永東       | 高石幸三郎   | 柏正男       |            | 2区  | 平岡忠次郎 | 山口六郎次     | 松山義雄   |            |            |
| 埼玉県   | 3区  | 荒舩清十郎   | 高田富之     | 鴨田宗一     |              |            | 4区  | 板川正吾   | 山本勝市       | 青木正     |            |            |
| 千葉県   | 1区  | 川島正次郎   | 始関伊平     | 吉川兼光     | 臼井荘一     |            | 2区  | 山村新治郎 | 寺島隆太郎     | 木倉和一郎 | 小川豊明   |            |
| 千葉県   | 3区  | 水田三喜男   | 森清         | 実川清之     | 福井順一     | 千葉三郎   |      |            |                |            |            |            |
| 神奈川県 | 1区  | 藤山愛一郎   | 飛鳥田一雄   | 門司亮       | 松尾トシ子   |            | 2区  | 土井直作   | 中嶋英夫       | 小泉純也   | 山本正一   |            |
| 神奈川県 | 3区  | 森島守人     | 河野一郎     | 岩本信行     | 片山哲       | 小金義照   |      |            |                |            |            |            |
| 山梨県   | 全県 | 金丸信       | 金丸徳重     | 堀内一雄     | 田辺国男     | 内田常雄   |      |            |                |            |            |            |
| 東京都   | 1区  | 田中栄一     | 浅沼稲次郎   | 原彪         | 鳩山一郎     |            | 2区  | 加藤勘十   | 宇都宮徳馬     | 松岡駒吉   |            |            |
| 東京都   | 3区  | 賀屋興宣     | 鈴木茂三郎   | 本島百合子   |              |            | 4区  | 菊川君子   | 岡崎英城       | 帆足計     |            |            |
| 東京都   | 5区  | 中村梅吉     | 神近市子     | 河野密       | 浜野清吾     |            | 6区  | 山口シヅエ | 島上善五郎     | 島村一郎   | 天野公義   | 新井京太   |
| 東京都   | 7区  | 福田篤泰     | 中村高一     | 北条秀一     | 山花秀雄     | 細田義安   |      |            |                |            |            |            |
| 新潟県   | 1区  | 桜井奎夫     | 大島秀一     | 高橋清一郎   |              |            | 2区  | 渡辺良夫   | 井伊誠一       | 石田宥全   | 稲葉修     |            |
| 新潟県   | 3区  | 田中角栄     | 小林進       | 亘四郎       | 三宅正一     | 大野市郎   | 4区  | 田中彰治   | 塚田十一郎     | 猪俣浩三   |            |            |
| 富山県   | 1区  | 三鍋義三     | 内藤隆       | 鍛冶良作     |              |            | 2区  | 松村謙三   | 正力松太郎     | 佐野憲治   |            |            |
| 石川県   | 1区  | 坂田英一     | 岡良一       | 辻政信       |              |            | 2区  | 益谷秀次   | 南好雄         | 大森玉木   |            |            |
| 福井県   | 全県 | 植木庚子郎   | 奥村又十郎   | 福田一       | 堂森芳夫     |            |      |            |                |            |            |            |
| 長野県   | 1区  | 小坂善太郎   | 倉石忠雄     | 中沢茂一     |              |            | 2区  | 羽田武嗣郎 | 井出一太郎     | 松平忠久   |            |            |
| 長野県   | 3区  | 小川平二     | 吉川久衛     | 原茂         | 中島巌       |            | 4区  | 増田甲子七 | 下平正一       | 小沢貞孝   |            |            |
| 岐阜県   | 1区  | 大野伴睦     | 大野幸一     | 野田卯一     | 山本幸一     | 三田村武夫 | 2区  | 平野三郎   | 加藤鐐造       | 纐纈弥三   | 楯兼次郎   |            |
| 静岡県   | 1区  | 西村直己     | 佐藤虎次郎   | 勝沢芳雄     | 松岡嘉兵衛   | 高見三郎   | 2区  | 久保田豊   | 遠藤三郎       | 石橋湛山   | 山田弥一   | 勝間田清一 |
| 静岡県   | 3区  | 中村幸八     | 長谷川保     | 竹山祐太郎   | 足立篤郎     |            |      |            |                |            |            |            |
| 愛知県   | 1区  | 横山利秋     | 春日一幸     | 加藤鐐五郎   | 辻寛一       | 赤松勇     | 2区  | 久野忠治   | 早稲田柳右エ門 | 丹羽兵助   | 塚本三郎   |            |
| 愛知県   | 3区  | 江崎真澄     | 河野孝子     | 佐藤観次郎   |              |            | 4区  | 太田一夫   | 小林錡         | 中垣国男   | 伊藤よし子 |            |
| 愛知県   | 5区  | 穂積七郎     | 八木一郎     | 鈴木正吾     |              |            |      |            |                |            |            |            |
| 三重県   | 1区  | 木村俊夫     | 小林正美     | 山手満男     | 中井徳次郎   | 川崎秀二   | 2区  | 田村元     | 角屋堅次郎     | 浜地文平   | 田中幾三郎 |            |
| 滋賀県   | 全県 | 堤康次郎     | 矢尾喜三郎   | 今井耕       | 西村関一     | 堤ツルヨ   |      |            |                |            |            |            |
| 京都府   | 1区  | 田中伊三次   | 水谷長三郎   | 小川半次     | 中村三之丞   | 加賀田進   | 2区  | 前尾繁三郎 | 柳田秀一       | 芦田均     | 岡本隆一   | 川崎末五郎 |
| 大阪府   | 1区  | 山村庄之助   | 大矢省三     | 菅野和太郎   | 志賀義雄     |            | 2区  | 西尾末広   | 中山マサ       | 押谷富三   | 井岡大治   |            |
| 大阪府   | 3区  | 高碕達之助   | 浅香忠雄     | 阪上安太郎   | 原田憲       |            | 4区  | 古川丈吉   | 久保田鶴松     | 大倉三郎   | 杉山元治郎 |            |
| 大阪府   | 5区  | 小西寅松     | 西村栄一     | 松田竹千代   |              |            |      |            |                |            |            |            |
| 兵庫県   | 1区  | 中井一夫     | 河上丈太郎   | 五島虎雄     |              |            | 2区  | 原健三郎   | 富田健治       | 堀昌雄     | 山下栄二   | 永田亮一   |
| 兵庫県   | 3区  | 小林絹治     | 渡海元三郎   | 田中武夫     |              |            | 4区  | 河本敏夫   | 清瀬一郎       | 大西正道   | 堀川恭平   |            |
| 兵庫県   | 5区  | 佐々木良作   | 小島徹三     | 佐々木盛雄   |              |            |      |            |                |            |            |            |
| 奈良県   | 全県 | 八木一男     | 前田正男     | 秋山利恭     | 服部安司     | 岡本茂     |      |            |                |            |            |            |
| 和歌山県 | 1区  | 坊秀男       | 田中織之進   | 山口喜久一郎 |              |            | 2区  | 早川崇     | 辻原弘市       | 世耕弘一   |            |            |
| 鳥取県   | 全県 | 徳安実蔵     | 赤沢正道     | 古井喜実     | 足鹿覚       |            |      |            |                |            |            |            |
| 島根県   | 全県 | 竹下登       | 大橋武夫     | 中崎敏       | 桜内義雄     | 中村英男   |      |            |                |            |            |            |
| 岡山県   | 1区  | 黒田寿男     | 亀山孝一     | 小枝一雄     | 逢沢寛       | 和田博雄   | 2区  | 橋本龍伍   | 星島二郎       | 山崎始男   | 中原健次   | 犬養健     |
| 広島県   | 1区  | 灘尾弘吉     | 大原亨       | 砂原格       |              |            | 2区  | 池田勇人   | 松本俊一       | 谷川和穂   | 中川俊思   |            |
| 広島県   | 3区  | 永山忠則     | 内海清       | 高橋等       | 重政誠之     | 高橋禎一   |      |            |                |            |            |            |
| 山口県   | 1区  | 田中龍夫     | 安倍晋太郎   | 周東英雄     | 今澄勇       |            | 2区  | 岸信介     | 佐藤栄作       | 受田新吉   | 橋本正之   | 石村英雄   |
| 徳島県   | 全県 | 三木武夫     | 秋田大助     | 広瀬勝邦     | 生田宏一     | 阿部五郎   |      |            |                |            |            |            |
| 香川県   | 1区  | 成田知巳     | 福家俊一     | 藤本捨助     |              |            | 2区  | 大平正芳   | 加藤常太郎     | 田万広文   |            |            |
| 愛媛県   | 1区  | 武知勇記     | 関谷勝利     | 中村時雄     |              |            | 2区  | 村瀬宣親   | 井原岸高       | 八木徹雄   |            |            |
| 愛媛県   | 3区  | 高橋英吉     | 毛利松平     | 今松治郎     |              |            |      |            |                |            |            |            |
| 高知県   | 全県 | 林譲治       | 浜田幸雄     | 森本靖       | 吉田茂       | 浜田正信   |      |            |                |            |            |            |
| 福岡県   | 1区  | 簡牛凡夫     | 進藤一馬     | 中島茂喜     | 中村寅太     | 河野正     | 2区  | 多賀谷真稔 | 渡辺本治       | 伊藤卯四郎 | 松本七郎   | 岡部得三   |
| 福岡県   | 3区  | 荒木万寿夫   | 山崎巌       | 石井光次郎   | 田中稔男     | 楢橋渡     | 4区  | 平井義一   | 池田禎治       | 蔵内修治   | 滝井義高   |            |
| 佐賀県   | 全県 | 三池信       | 保利茂       | 井手以誠     | 八木昇       | 大坪保雄   |      |            |                |            |            |            |
| 長崎県   | 1区  | 馬場元治     | 田口長治郎   | 倉成正       | 木原津与志   | 今村等     | 2区  | 金子岩三   | 綱島正興       | 北村徳太郎 | 石橋政嗣   |            |
| 熊本県   | 1区  | 松野頼三     | 大久保武雄   | 坂本泰良     | 松前重義     | 石坂繁     | 2区  | 坂田道太   | 福永一臣       | 川村継義   | 園田直     | 吉田重延   |
| 大分県   | 1区  | 村上勇       | 木下哲       | 一万田尚登   | 広瀬正雄     |            | 2区  | 西村英一   | 綾部健太郎     | 小松幹     |            |            |
| 宮崎県   | 1区  | 相川勝六     | 川野芳満     | 片島港       |              |            | 2区  | 瀬戸山三男 | 児玉末男       | 小山長規   |            |            |
| 鹿児島県 | 1区  | 床次徳二     | 上林山栄吉   | 宇田国栄     | 赤路友蔵     |            | 2区  | 中馬辰猪   | 小牧次生       | 池田清志   |            |            |
| 鹿児島県 | 3区  | 二階堂進     | 山中貞則     | 前田郁       |              |            | 奄美 | 保岡武久   |                |            |            |            |

#### 補欠当選等
| 年                   | 月日 | 選挙区     | 選出       | 新旧別     | 当選者     | 所属党派   | 欠員       | 所属党派   | 欠員事由          |
| -------------------- | ---- | ---------- | ---------- | ---------- | ---------- | ---------- | ---------- | ---------- | ----------------- |
| 1958                 | 8.20 | 東京2区    | 繰上補充   | 前         | 菊池義郎   | 自由民主党 | 松岡駒吉   | 日本社会党 | 1958.8.14死去     |
| 1958                 | 8.25 | 神奈川2区  | 繰上補充   | 元         | 野田武夫   | 自由民主党 | 山本正一   | 自由民主党 | 1958.8.19辞職     |
| 1958                 | 8.26 | 宮城1区    | 繰上補充   | 前         | 保科善四郎 | 自由民主党 | 本間俊一   | 自由民主党 | 1958.8.20死去     |
| 1958                 | -    | 群馬3区    | （未実施） | （未実施） | （未実施） | （未実施） | 小渕光平   | 自由民主党 | 1958.8.26死去     |
| 1958                 | -    | 埼玉2区    | （未実施） | （未実施） | （未実施） | （未実施） | 松山義雄   | 自由民主党 | 1958.10.25死去    |
| 1958                 | -    | 北海道5区  | （未実施） | （未実施） | （未実施） | （未実施） | 森三樹二   | 日本社会党 | 1958.12.1死去     |
| 1959                 | 5.16 | 北海道1区  | 補欠選挙   | 前         | 横路節雄   | 日本社会党 | 横路節雄   | 日本社会党 | 1959.3.26辞職     |
| 1959                 | 5.16 | 北海道1区  | 補欠選挙   | 新         | 高田富與   | 自由民主党 | 町村金五   | 自由民主党 | 1959.3.29自動失職 |
| 1959                 | -    | 東京1区    | （未実施） | （未実施） | （未実施） | （未実施） | 鳩山一郎   | 自由民主党 | 1959.3.7死去      |
| 1959                 | -    | 大阪1区    | （未実施） | （未実施） | （未実施） | （未実施） | 山村庄之助 | 自由民主党 | 1959.3.18死去     |
| 1959                 | -    | 石川1区    | （未実施） | （未実施） | （未実施） | （未実施） | 辻政信     | 無所属     | 1959.5.2辞職      |
| 1959                 | -    | 福島2区    | （未実施） | （未実施） | （未実施） | （未実施） | 助川良平   | 自由民主党 | 1959.6.15死去     |
| 1959                 | -    | 京都2区    | （未実施） | （未実施） | （未実施） | （未実施） | 芦田均     | 自由民主党 | 1959.6.20死去     |
| 1959                 | -    | 群馬1区    | （未実施） | （未実施） | （未実施） | （未実施） | 五十嵐吉蔵 | 自由民主党 | 1959.6.24死去     |
| 1959                 | -    | 福島1区    | （未実施） | （未実施） | （未実施） | （未実施） | 粟山博     | 自由民主党 | 1959.9.20死去     |
| 1959                 | -    | 栃木1区    | （未実施） | （未実施） | （未実施） | （未実施） | 野沢清人   | 自由民主党 | 1959.10.18死去    |
| 1960                 | -    | 高知全県区 | （未実施） | （未実施） | （未実施） | （未実施） | 林譲治     | 自由民主党 | 1960.4.5死去      |
| 1960                 | -    | 大阪5区    | （未実施） | （未実施） | （未実施） | （未実施） | 小西寅松   | 自由民主党 | 1960.4.14死去     |
| 1960                 | -    | 青森1区    | （未実施） | （未実施） | （未実施） | （未実施） | 淡谷悠蔵   | 日本社会党 | 1960.6.6退職      |
| 1960                 | -    | 兵庫4区    | （未実施） | （未実施） | （未実施） | （未実施） | 大西正道   | 日本社会党 | 1960.7.15死去     |
| 1960                 | -    | 愛知1区    | （未実施） | （未実施） | （未実施） | （未実施） | 辻寛一     | 自由民主党 | 1960.8.18辞職     |
| 1960                 | -    | 岡山2区    | （未実施） | （未実施） | （未実施） | （未実施） | 犬養健     | 自由民主党 | 1960.8.28死去     |
| 1960                 | -    | 山口2区    | （未実施） | （未実施） | （未実施） | （未実施） | 橋本正之   | 自由民主党 | 1960.8.29辞職     |
| 1960                 | -    | 東京1区    | （未実施） | （未実施） | （未実施） | （未実施） | 浅沼稲次郎 | 日本社会党 | 1960.10.12死去    |
| 出典：戦後の補欠選挙 |      |            |            |            |            |            |            |            |                   |

### 初当選
計66名
※：参議院議員経験者
自由民主党
26名
- 賀屋興宣
- 藤山愛一郎
- 安倍晋太郎
- 金丸信
- 鴨田宗一

- 木村守江
- 蔵内修治
- 倉成正
- 斎藤邦吉
- 進藤一馬

- 田辺国男
- 竹下登
- 橋本正之
- 服部安司
- 毛利松平

- 柳谷清三郎
- 高石幸三郎
- 木倉和一郎
- 田中栄一
- 細田義安

- 松岡嘉兵衛
- 河野孝子
- 山村庄之助
- 八木徹雄
- 浜田正信

- 渡辺本治

日本社会党
34名
- 石川次夫
- 板川正吾
- 伊藤よし子
- 内海清
- 太田一夫

- 大貫大八
- 大野幸一
- 大原亨
- 柏正男
- 勝沢芳雄

- 角屋堅次郎
- 金丸徳重
- 菊川君子
- 久保三郎
- 栗林三郎

- 児玉末男
- 小林正美
- 阪上安太郎
- 佐野憲治
- 実川清之

- 島口重次郎
- 東海林稔
- 塚本三郎
- 中嶋英夫
- 西村関一

- 野口忠夫
- 広瀬勝邦
- 北条秀一
- 堀昌雄
- 松浦定義※

- 武藤武雄
- 本島百合子
- 安井吉典
- 山中吾郎

諸派
1名
- 天野光晴

無所属
5名
- 小沢貞孝
- 金子岩三
- 鈴木一
- 高橋清一郎
- 谷川和穗

### 返り咲き・復帰
計64名
自由民主党
46名
- 天野公義
- 新井京太
- 荒木万寿夫
- 綾部健太郎
- 飯塚定輔
- 岩本信行
- 小川平二
- 宇田国栄
- 大久保武雄
- 岡部得三

- 押谷富三
- 小渕光平
- 鍛冶良作
- 木村武雄
- 小林絹治
- 坂田英一
- 佐藤虎次郎
- 佐藤洋之助
- 砂原格
- 始関伊平

- 菅家喜六
- 高橋英吉
- 武知勇記
- 辻寛一
- 寺島隆太郎
- 富田健治
- 内藤隆
- 中井一夫
- 中村幸八
- 西村英一

- 丹羽喬四郎
- 長谷川峻
- 羽田武嗣郎
- 浜田幸雄
- 原田憲
- 平井義一
- 福家俊一
- 福田一
- 本間俊一
- 前田郁

- 増田甲子七
- 三池信
- 三和精一
- 村瀬宣親
- 山口六郎次
- 山田弥一

日本社会党
11名
- 井伊誠一
- 加藤勘十
- 加藤鐐造
- 黒田寿男
- 小林進
- 高田富之
- 館俊三
- 堤ツルヨ
- 土井直作
- 中沢茂一
- 山中日露史

無所属
7名
- 秋山利恭
- 岡本茂
- 佐々木盛雄
- 鈴木正吾
- 津島文治
- 野原正勝
- 保岡武久

### 引退・不出馬
計4名
自由民主党
3名
- 阿左美広治
- 戸塚九一郎
- 小林郁

日本社会党
1名
- 下川儀太郎

### 落選
108名
自由民主党
70名
- 有田喜一
- 有馬英治
- 安藤覚
- 伊東岩男
- 伊藤郷一
- 伊東隆治
- 植原悦二郎
- 植村武一
- 太田正孝
- 大高康

- 大橋忠一
- 大村清一
- 小笠公韶
- 小笠原三九郎
- 荻野豊平
- 唐沢俊樹
- 川村善八郎
- 菅太郎
- 神田博
- 菊池義郎

- 北昤吉
- 木崎茂男
- 木村文男
- 草野一郎平
- 楠美省吾
- 高村坂彦
- 古島義英
- 佐伯宗義
- 斉藤憲三
- 佐々木秀世

- 笹本一雄
- 薩摩雄次
- 椎名隆
- 白浜仁吉
- 首藤新八
- 須磨弥吉郎
- 高岡大輔
- 高木松吉
- 田子一民
- 田中久雄

- 徳田与吉郎
- 内藤友明
- 長井源
- 中嶋太郎
- 中村庸一郎
- 中山栄一
- 並木芳雄
- 野田武夫
- 野依秀市
- 畠山鶴吉

- 花村四郎
- 林博
- 原捨思
- 廣川弘禅
- 淵上房太郎
- 保科善四郎
- 前田房之助
- 牧野良三
- 真崎勝次
- 松浦東介

- 松岡松平
- 宮沢胤勇
- 村松久義
- 森山欽司
- 山本粂吉
- 山本利寿
- 山本友一
- 横井太郎
- 横川重次
- 米田吉盛

日本社会党
34名
- 青野武一
- 有馬輝武
- 安平鹿一
- 伊瀬幸太郎
- 井谷正吉

- 稲村隆一
- 井上良二
- 稲富稜人
- 井堀繁雄
- 加藤清二

- 川俣清音
- 高津正道
- 小山亮
- 佐竹新市
- 佐竹晴記

- 鈴木義男
- 田中利勝
- 田原春次
- 中居英太郎
- 西村彰一

- 野原覚
- 羽藤栄市
- 平田ヒデ
- 福田昌子
- 古屋貞雄

- 細迫兼光
- 細田綱吉
- 前田栄之助
- 松原喜之次
- 武藤運十郎

- 山口丈太郎
- 横銭重吉
- 吉田賢一
- 渡辺惣蔵

日本共産党
1名
- 川上貫一

無所属
3名
- 小林信一
- 志村茂治
- 真鍋儀十

### 記録的当選・落選者
- 最年少当選者　　：谷川和穂（無所属・広島3区） 27歳10ヶ月
- 最高齢当選者　　：吉田茂（自民・高知全県区） 79歳8ヶ月
- 最多得票当選者　：田中栄一（自民・東京1区） 149,304票
- 最少得票当選者　：小川豊明（社会・千葉2区） 32,218票
- 最多得票落選者　：鈴木仙八（自民・東京5区） 80,050票
- 最多当選　　　　：星島二郎（自民・岡山2区）15回（連続）、鳩山一郎（自民・東京1区）15回

## 選挙後

### 国会
第29回国会（特別会）
会期：1958年6月10日 - 7月8日
- 衆議院議長選挙（1958年6月11日　投票者数：445 過半数：223）

星島二郎　（自民党）　：278票
加藤勘十　（社会党）　：163票
芦田均　　（自民党）　：002票
無効　　　　　　　　　：001票
- 衆議院副議長選挙（1958年6月11日　投票者数：451 過半数：226）

椎熊三郎　（自民党）　：285票
正木清　　（社会党）　：164票
無効　　　　　　　　　：002票
- 内閣総理大臣指名選挙（1958年6月12日）

衆議院議決（投票者数：453　過半数：227）
岸信介　　（自民党）　：290票
鈴木茂三郎（社会党）　：162票
無効　　　　　　　　　：001票
第31回国会（常会）
会期：1958年12月10日 - 1959年5月2日
- 衆議院議長選挙（1958年12月13日　投票者数：326 過半数：164）

加藤鐐五郎（自民党）　：320票
芦田均　　（自民党）　：003票
川崎秀二　（自民党）　：001票
岸信介　　（自民党）　：001票
無効　　　　　　　　　：001票
- 衆議院副議長選挙（1958年12月13日　投票者数：309 過半数：155）

正木清　　（社会党）　：280票
河野密　　（社会党）　：006票
杉山元治郎（社会党）　：002票
浅沼稲次郎（社会党）　：001票
佐藤栄作　（自民党）　：001票
和田博雄　（社会党）　：001票
椎熊三郎　（自民党）　：001票
辻政信　（自民党）　：001票
鈴木茂三郎（社会党）　：001票
片山哲　　（社会党）　：001票
無効　　　　　　　　　：014票
第34回国会（常会）
会期：1959年12月29日 - 1960年7月15日
- 衆議院副議長選挙（1960年1月30日　投票者数：221 過半数：111）

中村高一　（社会党）　：212票
山下春江　（自民党）　：001票
無効　　　　　　　　　：008票
- 衆議院議長選挙（1960年2月1日　投票者数：305 過半数：153）

清瀬一郎　（自民党）　：301票
戸叶里子　（社会党）　：001票
無効　　　　　　　　　：003票
第35回国会（臨時会）
会期：1960年7月18日 - 7月22日
- 内閣総理大臣指名選挙（1960年7月18日）

衆議院議決（投票者数：438　過半数：220）
池田勇人　　（自民党）　：275票
浅沼稲次郎（社会党）　：121票
西尾末廣　（民社党）　：038票
石橋湛山　（自民党）　：001票
無効　　　　　　　　　：004票